# Klasszikus fizika
A klasszikus fizika elnevezés egy retronima, ami alatt a kvantumelmélet és a relativitáselmélet nélküli fizikát értjük szűkebb értelemben, tágabb értelemben a relativitáselméletet is beleértjük. A klasszikus fizika skálája – az a terület, ahol jól működik – az izolált atomok és molekulák szintjétől a makroszkopikus méreteken át a csillagászatig terjed. Szubatomi szinten a kvantumelméletre kell hagyatkoznunk. A kvantummechanikától eltérően a klasszikus fizika determinisztikus elmélet.

## Klasszikus témakörök
A klasszikus fizika részterületei többek között:
- Klasszikus mechanika
  - Newton-törvények
  - A klasszikus mechanika elvei, azaz a Lagrange- és Hamilton-formalizmus
- Klasszikus elektrodinamika (Maxwell-egyenletek)
- Klasszikus termodinamika
- Speciális relativitáselmélet és általános relativitáselmélet
- Klasszikus káoszelmélet

Matematikai értelemben a klasszikus fizika egyenleteiben általában a Planck-állandó nem jelenik meg.

## A klasszikus fizika korlátai
A 19. században a természettudománnyal kapcsolatban az a felfogás uralkodott, hogy a fizikai világkép teljes, csak pontosításra szorul. A 19. század végén és a 20. század elején azonban több kísérleti eredmény is született, mely a klasszikus elméletekkel nem volt magyarázható. Nyilvánvalóvá vált, hogy a meglévő elméletek nem képesek megmagyarázni többek között az alábbi tapasztalatokat:

### Feketetest-sugárzás
A klasszikus Rayleigh–Jeans-törvénnyel magyarázott feketetest-sugárzás hosszúhullámú (azaz kisfrekvenciás) határesetben jól egyezik a tapasztalatokkal. A modell az ekvipartíció tétele alapján egyenlően osztja el az energiát a rendszer szabadsági fokai között. A problémát az jelenti, hogy a rövidhullámú (ultraibolya sugárzásnak megfelelő) rezgéseknél a hullámhossz csökkenésével a kisugárzott teljesítmény minden határon túl nőne. Ezt a jelenséget nevezzük ultraibolya katasztrófának.

### Rutherford-szóráskísérlet
A klasszikus, Thomson-féle, úgynevezett szilvapuding-atommodellben az ellentétes töltések keveredve találhatók. Egy ilyen atomra {\displaystyle \alpha }-részecskenyalábot vetítve azt várnánk, hogy a nyaláb töltött részecskéi nem térülnek el lényegesen. Ellenben a tapasztalat, melyet Ernest Rutherford figyelt meg, azt mutatja, hogy az {\displaystyle \alpha }-részecskék jó része nem térül el, viszont egy kis hányaduk igen éles szögben visszaszóródik. Ebből a megfigyelésből származik a Rutherford-atommodellben feltételezett kis méretű, koncentrált, erős pozitív töltésű atommag koncepciója.

### Fényelektromos jelenség
A klasszikus fizikai képben a fény hullámtermészetű. Ezzel az állna összhangban, ha bármilyen kis frekvenciájú fény képes lenne az anyagban töltéshordozók keltésére. A tapasztalat szerint viszont van egy küszöbfrekvencia, mely alatt a jelenség nem jön létre. Fémekben ez úgy magyarázható, hogy az elektron kilépési munkáját az elnyelt fénynek kell fedeznie, a fény pedig olyan részecskeként vesz részt a kölcsönhatásban, melynek energiája a frekvenciától függ. Ez a részecske a foton, mely az elektromágneses sugárzás kvantuma. A tapasztalatok magyarázatában mérföldkőnek számít Einstein elképzelése a fényelektromos jelenségről, melyért 1921-ben elnyerte a Fizikai Nobel-díjat.

### Compton-szórás
Az elektromágneses sugárzás és az anyag más kölcsönhatásaira is kísérleti eredmények mutattak. Azt a jelenséget, hogy a fény rugalmatlanul szóródik az anyagban található kötött elektronokon, Compton-szórásnak nevezzük, mely leírásáért Arthur Holly Compton 1927-ben nyerte el a Fizikai Nobel-díjat. A Compton-jelenség rámutat arra, hogy a fény egyes kölcsönhatásaiban részecskeként viselkedik, leírása nem lehetséges pusztán hullámformalizmussal.

### Az elektron kettős természete
Miközben egyes kísérletek a klasszikusan hullámtermészetű elektromágneses sugárzás részecske-természetét mutatták ki, megjelentek olyan eredmények, melyek a klasszikusan részecskének tekintett elektron hullámtermészetére utaltak. Ilyen például a kétrés-kísérlet, mely során fotonok vagy elektronok nyalábját vetítjük két résre, a rések mögött pedig egy ernyőn figyeljük az interferenciaképet. A kísérlet mind a fény, mind az elektronnyaláb hullámtermészetére utaló eredményt ad. Ez a felismerés alapozta meg a fizikai komplementaritás elvének kialakulását.

### Szilárdtestek hőkapacitása
A klasszikus fizikában a hőkapacitást a Dulong–Petit-szabály alapján származtathatjuk az alapján, hogy az ekvipartíciónak megfelelően az energia a rendszer szabadságfokai között egyenlően oszlik el. A modell bizonyos esetekben (magas hőmérsékleten) kellő pontossággal megadja a szilárdtestek hőkapacitását, azonban nem szolgáltat magyarázatot arról a tapasztalatról, hogy a hőkapacitás alacsony hőmérsékleten hőmérsékletfüggő, 0 K-en pedig eltűnik. A pontosabb leírást az Einstein-modell és a Debye-modell adja, melyek a klasszikus modellel ellentétben felteszik, hogy a szilárdtest rezgési állapotai csak adott kvantumokban változhatnak.